# Filippo Petterini
Filippo Petterini (* 14. November 1980 in Foligno) ist ein italienischer ehemaliger Fußballspieler.

## Karriere
Filippo Petterini begann seine Karriere in der Jugendmannschaft der AC Perugia, für dessen Mannschaft er jedoch nie zum Einsatz kam und im Jahr 1997 zum damaligen Fünftligisten Foligno Calcio wechselte. Der Verteidiger wurde zu einem festen Bestandteil der Defensive des umbrischen Teams. Nach der Saison 2000/01 stieg er jedoch mit Foligno in die sechsthöchste Spielklasse, die Eccellenza ab und verbrachte auch die folgenden zwei Jahre im Amateurfußball. Im Sommer 2003 wurde er vom Drittligisten SS Sambenedettese Calcio unter Vertrag genommen. Innerhalb kurzer Zeit etablierte er sich als eine Stütze in der Abwehr bei Sambenedettese. Ein Jahr später unterzeichnete Petterini einen Vertrag bei dem damaligen Ligakonkurrenten AS Lucchese Libertas.
Nachdem er auch dort mit konstanten Leistungen auf sich aufmerksam gemacht hatte, kehrte er wieder zu seinem Stammverein Foligno Calcio zurück. Mit der inzwischen in die viertklassige Serie C2 aufgestiegenen Mannschaft schaffte er in der ersten Spielzeit den Klassenerhalt und wurde dabei als Stammspieler eingesetzt. In der folgenden Spielzeit 2006/07 gelang dem Verteidiger mit Foligno als Gewinner des Girone B der direkte Aufstieg in die dritthöchste Liga. Auch in der höheren Spielklasse konnte der Höhenflug fortgesetzt werden. Als 4. des Girone A qualifizierte sich die Mannschaft für die Play-offs um den Aufstieg in die Serie B. In zwei Partien gegen die AS Cittadella resultierte eine knappe Niederlage, womit die Promotion für die zweithöchste Liga verfehlt wurde. In der Saison 2008/09 sicherte sich das Team erst in den Playout-Partien gegen die AC Pistoiese den Klassenerhalt.
Im Sommer 2009 transferierte Petterini zum abruzzesischen Verein Pescara Calcio. Er debütierte am 1. Spieltag der Saison 2009/10 für Pescara, als er beim 2:0-Heimsieg gegen Rimini Calcio in der Startformation stand und die ganze Partie durchspielte.
Zum Saisonende 2009/10 gelang ihm mit Pescara der Aufstieg in die zweithöchste Spielklasse. In den Play-off-Finals setzte sich die Mannschaft gegen Hellas Verona durch.